# Cohlee

Localizarea cohleei în labirintul urechii interne

Cohleea sau melcul osos este o parte componentă a urechii interne, alcătuită dintr-un canal gros răsucit în spirală, care îi conferă o formă de melc. Etimologia provine din limba greacă κοχλίας, kokhlias, însemnând melc. Cohleea colectează informațiile de auz, deci constituie locul unde se află receptorul auditiv.
Cohleea este formată din partea anterioară a labirintului urechii interne, care face parte din stâncă (partea internă orizontală a osului temporal). Este legată și de sistemul vestibular, care asigură echilibrul, localizat în partea posterioară a labirintului.